# Przetwarzanie elaboracyjne
Przetwarzanie elaboracyjne (nazywane także metodą ciekawskiego dziecka) – sposób nauki, w którym zadaje się pytania wyjaśniające fakt, którego chcemy się nauczyć. Podobnie jak dziecko, które pyta dlaczego.
Skuteczność tej metody potwierdzają badania z 1987 roku, które przeprowadzili Presley, McDaniel, Turnure, Wood oraz Ahmad. Metoda polega na znajdowaniu dodatkowych pytań, które rozszerzają kontekst i pozwalają spojrzeć na zapamiętywane informacje z szerszej perspektywy.